# Nikolaj Kedrov mladší
Nikolaj Nikolajevič Kedrov mladší (rusky Николай Николаевич Кедров-сын, v emigraci též Nikolaï N. Kedroff, 1905/1906–1981, Paříž) byl ruský skladatel pravoslavné duchovní hudby. Byl synem skladatele duchovní hudby Nikolaje Kedrova staršího.

## Život
Narodil se roku 1905 (či 1906) Nikolaj Nikolajevič Kedrov se narodil jako syn ruského skladatele duchovní hudby Nikolaje Nikolajeviče Kedrova staršího. Byl přijat na Petrohradskou konzervatoř v oboru klavír. Po bolševické revoluci s rodinou emigroval do Berlína, kde pokračoval ve studiu v oboru dirigování a následně se přestěhoval do Paříže, kde dokončil hudební studium na Ruské konzervatoři Sergeje Rachmaninova. V roce 1929 nastoupil jako zpěvák do "Kedrovova kvarteta", které založil jeho otec ještě před revolucí v Rusku.
Před druhou světovou válkou vstoupil do francouzské armády a získal francouzské občanství. Na počátku války byl zajat a deportován do říše, odkud se vrátil po válce. Po smrti otce ve druhé polovině 40. let Nikolaj Kedrov mladší obnovil činnost "Kedrovova kvarteta", které se svým repertoárem orientovalo především na ruskou duchovní pravoslavnou hudbu. Kvarteto pod vedením N. Kedrova mladšího působilo do roku 1975 a odzpívalo přes tři tisíce koncertů ve Francii i v dalších zemích Evropy a v USA.
Kedrov se rovněž zabýval komponováním a harmonizací duchovních skladeb. V Londýně vydal dva sborníky liturgických zpěvů s názvy "Литургия" (Liturgie) a "Всенощное бдение" (Celonoční bdění), v nichž jsou otištěny jeho vlastní skladby a skladby ruských skladatelů v exilu.
Nikolaj Kedrov mladší zemřel v roce 1981 v Paříži.

## Rodina
- Nikolaj Kedrov starší - otec, hudební skladatel
- Alexandr Nikolajevič Kedrov - (* 1965), syn, hudebník a pravoslavný duchovní (protodiákon)